# Grapholitini
De Grapholitini zijn een geslachtengroep van vlinders uit de familie bladrollers (Tortricidae).

## Geslachten
| - Acanthoclita - Age - Agriophanes - Amabrana - Andrioplecta - Apocydia - Archiphlebia - Articolla - Balbis - Bhagwantolita - Centroxena - Coccothera - Commoneria - Coniostola - Corticivora - Cryptophlebia - Cryptoschesis - Cyanocydia - Cydia - Dichrorampha - Dierlia - Dracontogena - Ecdytolopha - Ethelgoda - Eucosmocydia - Fulcrifera - Goditha - Grapholita - Gymnandrosoma - Hyposarotis - Ioditis - Ixonympha - Karacaoglania - Kenyatta - Larisa - Laspeyresina - Lathronympha - Leguminivora - Licigena | - Loranthacydia - Lusterala - Macrocydia - Matsumuraeses - Metacydia - Microsarotis - Muhabbetina - Multiquaestia - Notocydia - Ofatulena - Pammene - Pammenemima - Pammenitis - Pammenopsis - Parapammene - Parienia - Phloerampha - Procoronis - Pseudogalleria - Pseudopammene - Ranapoaca - Ricula - Riculoides - Riculorampha - Satronia - Selania - Sereda - Spanistoneura - Statignatha - Stenentoma - Stephanopyga - Strophedra - Tachirinia - Talponia - Thaumatotibia - Thaumatovalva - Thylacandra - Thylacogaster |